# Miri
Miri es una ciudad de Malasia situada en el estado de Sarawak, en la zona insular al norte de la isla de Borneo, no lejos de la frontera con Brunéi. Tiene una población de 300.000 habitantes, siendo la segunda más poblada del estado. Es la capital distrital de la región con 4,707.1 km². El 20 de mayo de 2005 se convirtió en ciudad, la novena localidad a nivel nacional en acceder a ese status.
La localidad es la cuna de la industria petrolera local y nacional, la cual sigue siendo su principal sector económico. El primer pozo de petróleo fue excavado por la Shell en 1910 y es en la actualidad una de las atracciones turísticas de la región. Allí se construyó la primera refinería del país en 1914. Recientemente se descubrieron grandes reservas de petróleo offshore al nororiente de la localidad.
Desde que se descubrieron las primeras reservas en los años 1900 la ciudad ha crecido hasta convertirse en un centro comercial, social y económico.
Otros sectores económicos son la producción de aceite de palma, la extracción de madera, y el turismo. Entre sus atracciones se encuentra el parque nacional de Gunung Mulu, el Loagan Bunut, el Lambir, y las cuevas de Niah. Es también conocida por su arrecifes de coral.
Se han registrado asentamientos humanos en la región que datan del 35.000 a. C.
Su población actual está compuesta por chinos, dayak, malayos, melanau, indios, kayan, kenyah, kelabit, iban, bidayuh, benan y algunos eurasiáticos.